# Chrysozephyrus watsoni
Chrysozephyrus watsoni är en fjärilsart som beskrevs av Evans 1927. Chrysozephyrus watsoni ingår i släktet Chrysozephyrus och familjen juvelvingar. Inga underarter finns listade i Catalogue of Life.